# 宮城音弥

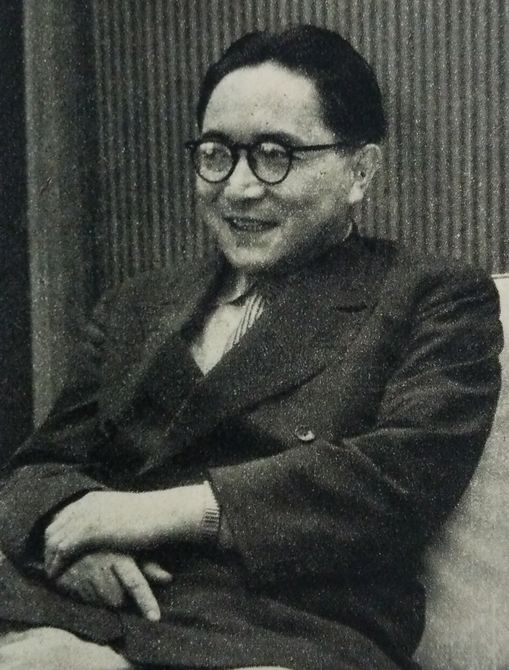
1954年

宮城 音弥（みやぎ おとや、1908年3月8日 - 2005年11月26日）は、日本の心理学者。東京工業大学名誉教授。

## 来歴
東京生まれ。1931年京都帝国大学文学部哲学科卒。フランスに留学し精神医学を学ぶ。帰国後、慶應義塾大学、文化学院、東京大学講師を経て、1949年、東京工業大学教授に就任する。日本大学教授も務めた。
心理学および精神医学を分かりやすく紹介し、心理学を広く国民に広めた。『娘を早く嫁がせる法』などは、後に呉智英によって「心理学者に教わるまでもない常識を書いているだけだ」と批判された。だが、宮城の著書に触れて心理学の道に入った者も多い。著書に日本の各都道府県の県民性、県民気質を分析した『日本人の性格』、ほかに『夢』『精神分析入門』『超能力の世界』『天才』などがある。
社会評論の分野でも活躍し、清水幾太郎、丸山真男らと二十世紀研究所を設立した。
1944年には、日本人として初めてハリー・スタック・サリヴァンを翻訳し本邦に紹介している。（H.キャントリル編『戦争はなぜ起るか』に収録されている『個人間の緊張と国際間の緊張』）。また、1948年に発表した論文「封建的マルクス主義」は、日本におけるスターリン批判の嚆矢として名高い。教育、宗教、文明論などの分野で精力的に評論活動をおこなった。『チャタレイ夫人の恋人』をめぐるチャタレー裁判では、弁護側の証人として出廷し、「露骨ではあるが、わいせつではない」と証言し、わいせつ性を否定した。
1960年代から、岩波新書に超心理学について書き、死後の世界や超能力、睡眠学習や手相について多くの著書を著すなど、一般にオカルトと呼ばれる分野にまでその研究範囲を広げた。自らの著書の中で、13歳の頃の宮城が一生の職業として心理学を選ばせた動機のひとつに、夢枕に立つという経験や霊現象、テレパシー、死後の世界への強い関心、ひいては人間とは何か、なぜ生きているのかという疑問であったと述べ、尊敬する学者としてマクドゥーガル、ジェームズ、ロンブローゾ、フルールノア、マーフィーなどを挙げている。また、超心理学は充分な証拠もなく肯定しないとともにアプリオリーには何事も否定しない態度を要求するとし、信用できる研究者による厳密な検討の結果得られた一例は数千の不確実な体験に勝るとも述べている。
妻の津留二三子は日本の女性精神科医の草分けの一人で、東京巣鴨の私立精神病院「保養院」では院長回診の助手として入院患者の島田清次郎と接していた。

## 叙勲
1979年 勲三等旭日中綬章

## 著書
- 『危機における人間』白日書院 1947
- 『近代的人間』金子書房 1950
- 『心理学入門』岩波新書 1952
- 『新しい感覚』筑摩書房 1952
- 『夢』岩波新書 1953
- 『人間診断』読売新聞社（読売新書）1954
- 『暮しから・社会から』河出新書 1955
- 『社会心理学ノート』河出文庫 1955
- 『人間の心 心理学の初歩』角川新書 1955
- 『精神分析入門』岩波新書 1959
- 『人間天眼鏡』光文社（カッパ・ブックス）1959
- 『性格』岩波新書 1960
- 『神秘の世界 超心理学入門』岩波新書 1961
- 『愛と憎しみ その心理と病理』岩波新書 1963
- 『ノイローゼ』講談社現代新書 1964
- 『天才』岩波新書 1967
- 『人間性の心理学』岩波新書 1968
- 『日本人の性格 県民性と歴史的人物』朝日新聞社 1969
- 『劣等感』朝日新聞社 1970
- 『日本人の生きがい』朝日新聞社 1971
- 『宮城音弥の性格を変える方法』山手書房 1976
- 『娘を早く嫁がせる法 ある心理学者の赤裸な告白』光文社（カッパ・ホームス）1976
- 『人間の心を探究する 私と心理学』岩波新書 1977
- 『眠りながら学ぶ法 その基礎理論』レオ教育センター 1977
- 『新・心理学入門』岩波新書 1981
- 『心とは何か』岩波新書 1981
- 『能力・努力・運 成功の条件と生きがい』岩波ジュニア新書 1981
- 『ストレス』講談社現代新書 1981
- 『人間年輪学入門 熟年・高年』岩波新書 1982
- 『性格を変える方法 イヤな自分とサヨナラしたいあなたに』山手書房 1982
- 『タバコ 愛煙・嫌煙』講談社現代新書 1983
- 『手相の科学 形成途上の性格学』小学館 1984
- 『超能力の世界』岩波新書 1985
- 『霊 死後、あなたはどうなるか』青春出版社 1991（「精神世界の謎に出会う本」と改題、青春文庫）

### 翻訳
- シャルル・ブロンデル『未開人の世界・精神病者の世界』白水社 1942
- E.カッシーラー『人間 この象徴を操るもの』岩波書店 1953（のち文庫）
- G.ファンティ『愛と性と死』毎日新聞社 1955
- S.G.ファンティ『現代人は狂っている』毎日新聞社 1957
- ジョン・R・ウィルソン『心のはたらき』タイムライフブックス 1973
- ラッシェル・ベイカー『フロイト その思想と生涯』講談社現代新書 1975
- アンドレ・ジーグフリード『アメリカ人と日本人』山手書房 1976

### 共著・編著
- 『岩波小辞典心理学』岩波書店 1956
- 『下山総裁怪死事件 "迷宮入り"を科学推理する ノンフィクション・ミステリー』宮城二三子と共著 光文社（カッパ・ブックス）1963
- 『何が性格を作るか』津島佑子との対談 朝日出版社・レクチャーブックス 1979

### 論文
- 「内閉性転動」『実験心理学』第4巻 3・4 合輯 (1937)
- 「半睡眠時言語動作」『実験心理学』第4巻 3・4 合輯 (1937)
- 「日本に於ける家族を被害者とする被害妄想」『心理学研究』第14巻 特輯 (1939)
- 「主客対立感喪失」『実験心理学』第5巻 3・4 合輯 (1937)
- 「集団への逃避」『知性』（1940年2月号）
- 「発明・発見」『現代心理学 4. 性格心理学』河出書房 (1942)
- 「精神分裂病の概念とその変遷に関する理論的考察」『心理学研究』第18巻 5・6 合輯 (1943)
- 「精神分裂病の病前性格-統計的研究」『心理学研究』第19巻 2号 (1944)
- 「主体性概念の分析」 二十世紀研究所紀要『唯物史観研究』第2集 (1949)
- 「権威服従の心理」『思想』 第309号（1950年3月）
- 「日本における教師の生態」『社会と学校』第4巻 7号 (1950)
- 「アメリカの臨床心理学」『思想』第327号（1951年9月）
- 「精神分析の流行」「精神分析の基本的諸概念」『思想』第342号（1952年12月）
- 「病理学派・社会学派-フランス心理学派-」『心理学講座 1. 現代心理学』中山書店 (1953)
- 「意志とその障害」『心理学講座 6. 情意心理』中山書店 (1953)
- 「臨床心理学の領域と方法」『心理学講座 7. 臨床心理』中山書店 (1954)
- 「睡眠 (2)」『心理学講座 8. 保健心理』中山書店 (1954)
- 「社会心理学の領域と方法」「宣伝」「流行」『心理学講座 10. 社会心理』中山書店 (1954)
- 我妻洋と共著「精神分析学」『教育研究事典』金子書房 (1954)
- 「精神分析と社会心理学」『講座現代社会心理学 1. 社会心理学の基礎』中山書店 (1959)